# Imam fatimide
La figura istituzionale dell'Imam fatimide è per molti versi simile a quella dell'Imam sciita duodecimano o settimano, pur differenziandosene in alcuni punti di non secondaria importanza.
Laddove infatti questi ultimi, nel corso della loro vita, erano considerati dai loro seguaci depositari di ogni potere spirituale e politico, anche se su un piano puramente teorico, dal momento che il potere era concretamente nelle mani dei loro avversari abbasidi (dagli sciiti considerati usurpatori dei diritti degli Imam, massimi rappresentanti terreni dell'Ahl al-Bayt, gli Imam fatimidi ebbero l'effettiva conduzione politica, oltre che spirituale, di un impero assai vasto, in grado di contrapporsi a ogni livello al califfato abbaside.
La fine dell'"occultamento" ismailita fu autoproclamata già dal primo Imam, ʿUbayd Allāh al-Mahdī, che designò se stesso come "Imam visibile" e non più "nascosto" provocò inevitabilmente una insanabile frattura nel movimento ismailita, che si spaccò  tra chi accettò un tale principio e chi, come i Carmati, contrastò una simile pretesa, giudicandola falsa e blasfema, seguitando perciò a confidare nell'epifania alla fine dei tempi dell'"Imam nascosto", vale a dire di Ismāʿīl b. Jaʿfar o, secondo altri, di suo figlio Muḥammad.
L'Imam fatimide, quindi, aveva i medesimi poteri mondani del califfo sunnita, vantando però anche piena autorità morale e spirituale. Particolarmente caro e prediletto da Allah, che ne ispirava ogni pensiero e comportamento, l'Imam godeva quindi del crisma di "infallibilità" per ogni suo atto o riflessione.
Il crollo nel 1171 dell'Imamato fatimide fu già preceduto da una frattura ideologica tra Musta'liani e Nizari ma le speculazioni teoretiche e le fratture all'interno del movimento ismailita proseguirono ben oltre, originando subito dopo la fine dell'Imamato la distinzione tra Dāʾūdī e Sulaymānī, per proseguire nei secoli con l'identificazione di nuove correnti di pensiero in ontologico contrasto tra loro.

## Imam fatimidi
1. Abū Muḥammad 'Ubayd Allāh al-Mahdī bi-llāh (909–934) fondatore dell'Imamato fatimide
2. Abū l-Qāsim Muḥammad al-Qāʾim bi-amr Allāh (934–946)
3. Abū Ṭāhir Ismāʿīl al-Manṣūr bi-llāh (946–953)
4. Abū Tamīm Maʿadd al-Muʿizz li-dīn Allāh (953–975) conquista dell'Egitto
5. Abū Manṣūr Nizār al-ʿAzīz bi-llāh (975–996)
6. Abū ʿAlī al-Manṣūr al-Ḥākim bi-amr Allāh (996–1021)
7. Abū l-Ḥasan ʿAlī al-Ẓāhir li-iʿzāz dīn Allāh (1021–1036)
8. Abū Tamīm Maʿadd al-Mustanṣir bi-llāh (1036–1094)
9. al-Mustaʿlī bi-llāh (1094–1101) Spaccatura tra gli ismailiti al momento della successione, tra Musta'liani e Nizariti.
10. al-Āmir bi-aḥkām Allāh (1101–1130) Gli Imam d'Egitto dopo di lui non sono riconosciuti dagli ismailiti mustaʿliani e dalla Tayyibiyya.
11. ʿAbd al-Majīd al-Ḥāfiẓ (1130–1149)
12. al-Ẓāfir (1149–1154)
13. l-Fāʾiz bi-naṣr Allāh (1154–1160)
14. al-ʿĀḍid (1160–1171).